# Scaphoideus trilobatus
Scaphoideus trilobatus är en insektsart som beskrevs av Chandrasekhara A. Viraktamath och Mohan 2004. Scaphoideus trilobatus ingår i släktet Scaphoideus och familjen dvärgstritar. Inga underarter finns listade i Catalogue of Life.